# Lionel Régal
Lionel Régal (21 de Julho 1975 – 15 de Agosto de 2010) foi um piloto francês de hillclimbing.
Depois de vencer o campeonato francês de hillclimbing em 2005, 2006 e 2007, Lionel Régal venceu os campeonatos francês e europeu em 2008, tornando-se o primeiro vencedor de competições nacionais e internacionais de hill climbing. Régal venceu novamente o campeonato francês em 2009.
Régal pilotava normalmente um Reynard/Mugen-Honda de Fórmula Nippon.
Lionel Régal nasceu em Lentilly, França, a 21 de Julho de 1975 e morreu num acidente contra uma árvore em Saint-Ursanne, Suíça, a 15 de Agosto de 2010.